# Ngày trở về
Ngày trở về là một trong những chương trình trọng điểm của Đài Truyền hình Việt Nam mỗi dịp Tết Nguyên Đán, bắt đầu phát sóng từ năm 2011. Chương trình có nội dung về cộng đồng người Việt Nam đang sinh sống, học tập và làm việc tại nhiều nơi trên Thế giới. Mỗi một năm chương trình lại chọn một chủ đề chính để kể những câu chuyện sâu sắc, cảm động của bà con Việt kiều, về tấm lòng hướng về quê hương và cội nguồn gốc rễ của mình, khơi dậy tinh thần đoàn kết, khẳng định vị thế của người Việt và của đất nước Việt Nam trên Thế giới. Chương trình do Ban Truyền hình Đối ngoại - Đài Truyền hình Việt Nam thực hiện, được phát sóng trên kênh VTV1 và VTV4 của Đài Truyền hình Việt Nam vào mùng 1 Tết Nguyên Đán.

## Lịch sử
Chương trình Ngày trở về được bắt đầu phát sóng từ năm 2011, xuất phát từ ý tưởng của Ban Truyền hình Đối ngoại (VTV4). Vào 4 năm đầu tiên, chương trình là cuộc giao lưu, trò chuyện với các nhân vật và ca nhạc tạp kỹ. Từ năm 2015 trở đi, chương trình có sự thay đổi format như một bộ phim tài liệu nói về cộng đồng người Việt Nam đang sinh sống, học tập và làm việc tại nhiều nơi trên Thế giới. Vào năm 2020, nhân dịp kỷ niệm 10 năm phát sóng, một cuốn sách cùng tên với chương trình lần này đã được xuất bản trên cơ sở nội dung của chương trình.

## Chủ đề
| Năm                  | Chủ đề                                                  |
| -------------------- | ------------------------------------------------------- |
| Tết Tân Mão - 2011   | Ngày trở về                                             |
| Tết Nhâm Thìn - 2012 | Chúng ta là người Việt                                  |
| Tết Quý Tỵ - 2013    | Ước mơ của người Việt                                   |
| Tết Giáp Ngọ - 2014  | Nếu đi hết biển                                         |
| Tết Ất Mùi - 2015    | Tiếng gọi Quê hương                                     |
| Tết Bính Thân - 2016 | Dấu chân người Việt                                     |
| Tết Đinh Dậu - 2017  | Hoa trên sa mạc                                         |
| Tết Mậu Tuất - 2018  | Cội nguồn thương nhớ                                    |
| Tết Kỷ Hợi - 2019    | Giong buồm đón gió                                      |
| Tết Canh Tý - 2020   | Gala 10 năm Ngày trở về - Mẹ ơi, con là người Việt Nam! |
| Tết Tân Sửu - 2021   | Trái tim có nắng                                        |
| Tết Nhâm Dần - 2022  | Luồng sống                                              |
| Tết Quý Mão - 2023   | Quê hương dẫn lối ta về                                 |

Tết Giáp Thìn.  Như hạt phù sa
- 2024

## Giải thưởng
Chương trình Ngày trở về - Nếu đi hết biển đã nhận được giải B cho hạng mục Bình luận, giao lưu, tọa đàm của Giải Báo chí Quốc gia 2013
Chương trình Ngày trở về - Tiếng gọi quê hương đã nhận được giải Đặc biệt cho chương trình Giao lưu - Toạ đàm trong Liên hoan truyền hình toàn quốc lần thứ 35 tại Quảng Bình và Giải Nhì trong Lễ trao giải thưởng toàn quốc về thông tin đối ngoại 2015
Chương trình Ngày trở về - Dấu chân người Việt đã nhận được giải Nhất trong Lễ trao giải thưởng toàn quốc về thông tin đối ngoại 2016